# Jim Thorpe
Jim Thorpe (Wa-Tho-Huk) (Prague, Oklahoma, 28. svibnja 1887. - Lomita, Kalifornija, 28. ožujka 1953.), američki sportaš.
Bio je pripadnik plemena Sac i Fox, a ime mu je bilo Wa-Tho-Huk (Svijetla Staza). Rodio se na indijanskom teritoriju blizu grada Prague u državi Oklahomi. Njegov otac, Hiram Thorpe, bio je Irac, a majka Charlotte Vieux iz plemena Sac and Fox porijeklom je od oca Francuza i majke Potawatomi, potomke poglavice Louis Vieux.
Neki govore da mu je otac imao 19-ero djece s pet žena. Jimov brat blizanac Charlie umro je od upale pluća u 8. godini, dok majku gubi u 10. godini. Jim je pobjegao od kuće i počeo je raditi raditi na ranču konja.
1904. vratio se ocu i otišao je na fakultet. Na koledžu, ali i profesionalno, je igrao američki nogomet. Bio je također vrstan košarkaš, a igrao je i bejzbol. Trener mu je bio Pop Warner. 1911. pobijedio je sveučilište Harvard.
Divili su mu se švedski kralj i ruski car. Na Olimpijskim igrama u Stockholmu 1912. osvojio je 15 medalja, pobijedivši u petoboju i desetoboju. No, medalje su mu naknadno oduzete zbog toga što je igrao bejzbol i dobivao plaću.
Ženio se tri puta i imao osmero djece. Kad mu je sin prvorođenac umro, to ga je dotuklo. Bio je prvi predsjednik NFL-a.
Postao je teški alkoholičar. Borio se da prehrani obitelj kad je nastupila Velika depresija. Doživio je srčani udar dok je večerao s trećom ženom. Umro je dva mjeseca prije 66. rođendana.